# Svart finklärka
Svart finklärka (Eremopterix australis) är en fågel i familjen lärkor inom ordningen tättingar.

## Utseende
Svart finklärka är en liten och kompakt lärka med olika dräkter mellan könen. Hanen är mestadels svart, även under vingarna, med inslag av kastanjebrunt på ovansidan. Honan är rödbrun ovan och streckad under. Den skiljs från närbesläktade arter genom sina helmörka vingundersidor och avsaknad av en svart buk.

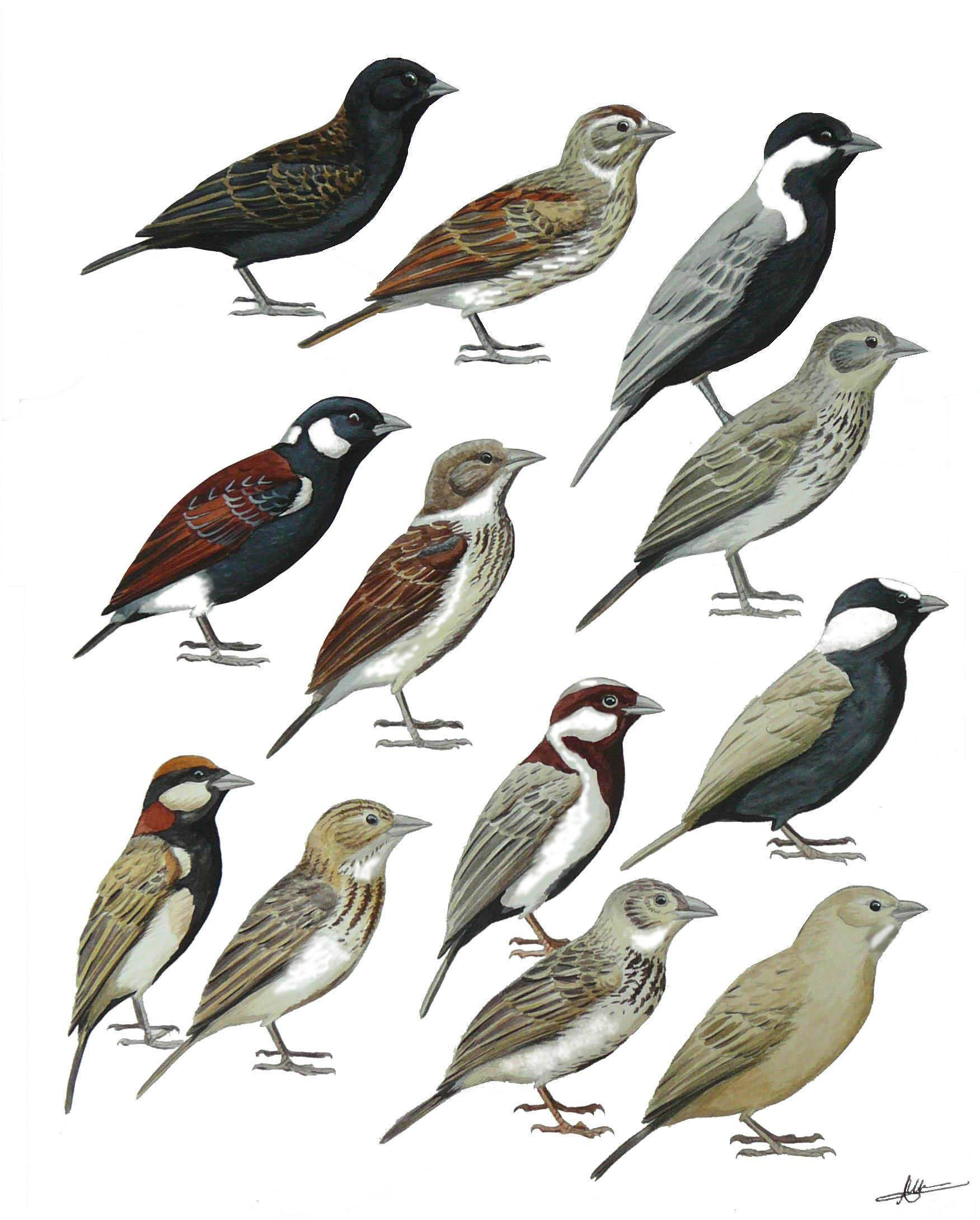
Illustration av olika arter finklärkor. Hane och hona svart finklärka syns längst upp till vänster.

## Utbredning och systematik
Fågeln förekommer på grässlätter från södra Namibia till södra Botswana och norra Sydafrika. Den behandlas som monotypisk, det vill säga att den inte delas in i några underarter.

## Levnadssätt
Svart finklärka hittas i gräsrika buskmarker i karroo och Kalahari. Den är en social fågel som ses i små till medelstora flockar, ofta tillsammans med gråryggig finklärka och i stora antal efter regn. Mörka hanarna är iögonfallande när de flyger upp på breda vingar och flaxar med vingarna likt en fjäril. De landar på marken på bara fläckar där de hoppar fram i jakt på frön och insekter.

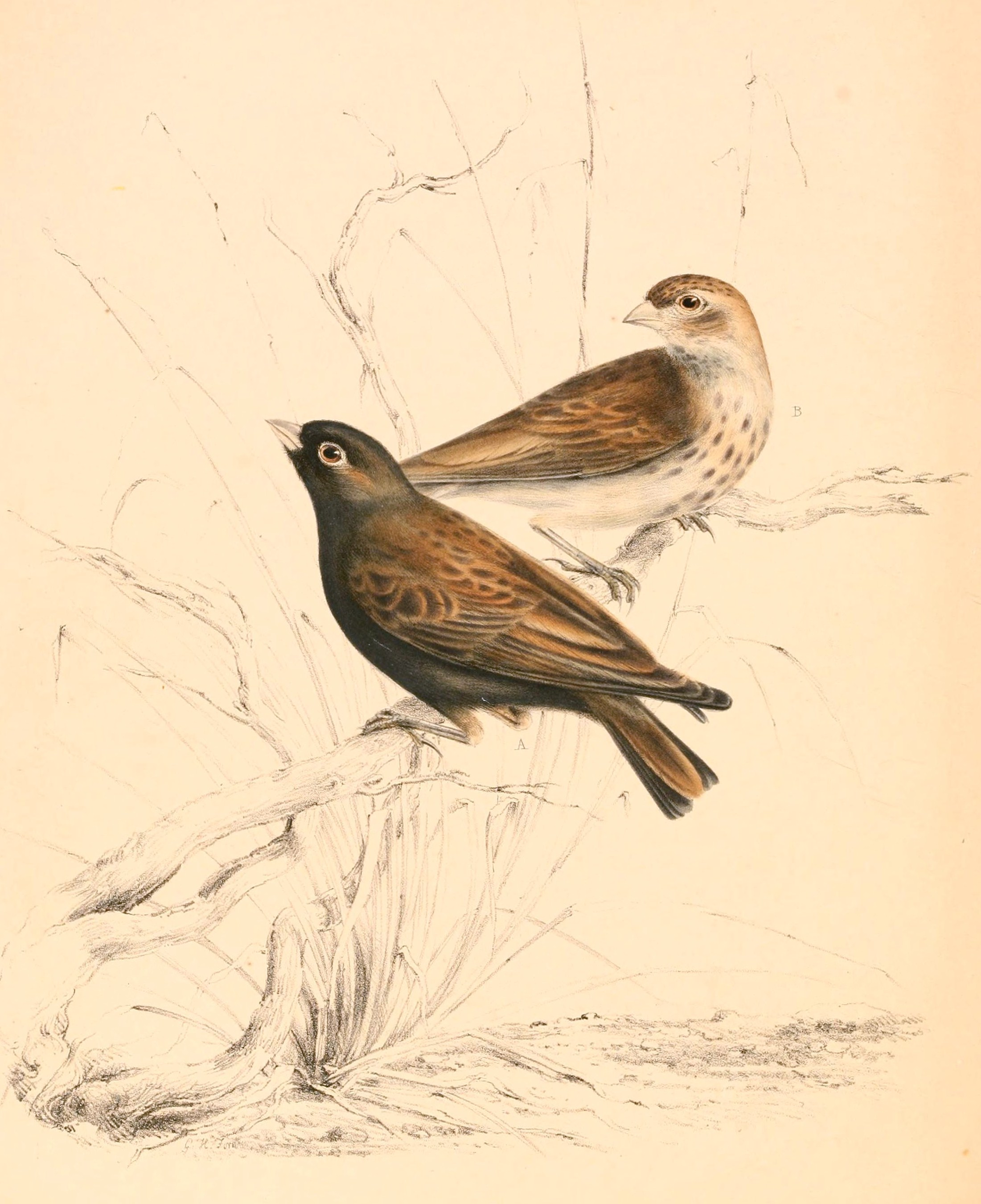
Hane och hona svart finklärka, illustrerad av Andrew Smith som beskrev arten två år tidigare.

## Status och hot
Arten har ett stort utbredningsområde, men tros minska i antal, dock inte tillräckligt kraftigt för att den ska betraktas som hotad. Internationella naturvårdsunionen IUCN listar arten som livskraftig (LC).